# Kérsemjén
Kérsemjén is een plaats (község) en gemeente in het Hongaarse comitaat Szabolcs-Szatmár-Bereg. Kérsemjén telt 338 inwoners (2001).